# Pyrgulopsis roswellensis
The Roswell springsnail (Pyrgulopsis roswellensis) là một loài freshwater gastropod thuộc họ Hydrobiidae. Đây là loài đặc hữu của New Mexico ở Hoa Kỳ.